# Masakatsu Funaki
Masakatsu Funaki (jap. 船木優治 Funaki Masakatsu; ur. 13 marca 1969 w Aomori) – japoński zawodnik mieszanych sztuk walki, wrestler oraz aktor. Współzałożyciel Pancrase i były dwukrotny mistrz tejże organizacji z 1996 i 1997 roku. Przez wiele lat związany z All Japan Pro Wrestling i New Japan Pro-Wrestling, gdzie w tym pierwszym zdobywał kilkukrotnie tytuły mistrzowskie. Jest jedną z największych gwiazd Pancrase oraz japońskiego MMA. W swoim rekordzie posiada imponujące zwycięstwa nad Basem Ruttenem, Guyem Mezgerem, Semmym Schiltem oraz braćmi Shamrock – Kenem i Frankiem. W latach 1996–1997 był numerem 1 na świecie w rankingu sherdog.com.

## Pro-wrestling
Od młodości interesował się sportami walki, jego idolami z dzieciństwa byli Bruce Lee oraz Sonny Chiba. Będąc na studiach w 1985 roku związał się z pro-wrestlerską federacją New Japan Pro-Wrestling Dojo, gdzie trenował i występował z legendami puroresu Keiichi Yamadą, Shinyą Hashimoto, Minoru Suzukim, Masahiro Chono oraz Kanadyjczykiem Chrisem Benoitem. W 1988 zaprezentował się europejskiej publiczności występując na galach Catch Wrestling Association w Austrii, Niemczech oraz All Star Promotions w Wielkiej Brytanii. W 1989 odszedł z NJPW do Newborn UWF gdzie tamże występował. Do 1993 naprzemiennie brał udział w galach organizowanych przez federacje Newborn UWF oraz Fujiwara Gumi po czym odszedł z nich i postanowił założyć wraz z przyjaciółmi Minoru Suzukim i Yusuke Fuke własną federację którą nazwali Pancrase – od antycznego sportu ze starożytnej Grecji pankrationu.

## Pancrase
Funaki wraz z resztą współzałożycieli tworząc Pancrase mieli w zamyśle połączenie catch-wrestlingu, japońskiego puroresu (odmiany wrestlingu) z dźwigniami, duszeniami oraz niektórymi ciosami w realnej walce. Zasady Pancrase były mieszanką reguł m.in. wrestlingu (np. walka była przerywana i wznawiania gdy zawodnik chwycił się lin) oraz sportów uderzanych (zawodnik zaliczający nokdaun był liczony do dziesięciu). Wprowadzono szereg zakazów i zabronionych akcji m.in. zakaz ciosów w głowę z pozycji stojącej zaciśniętą pięścią, możliwe było tylko zadawanie z otwartej dłoni (nasadą). Pierwsza gala odbyła się 21 września 1993 w Chibie. Wystąpili na niej osobiście Funaki, Suzuki, Fuke oraz m.in. Kazuo Takahashi, zapaśnik ze Stanów Ken Shamrock, karateka Bas Rutten oraz kickbokser Vernon White. Suzuki wraz z Fuke zwyciężyli w swoich pojedynkach poddając szybko swoich rywali ale Funaki nie miał tyle szczęścia i nie poradził sobie z Shamrockiem który poddał go po 6. minutach walki. Gala mimo porażki Funakiego okazała się strzałem w dziesiątkę to też postanowiono kontynuować projekt – niecały miesiąc później odbyła się kolejna.
Przez następny rok Funaki wraz z Suzukim i Fuke jeździli po kraju, walcząc praktycznie co miesiąc na organizowanych przez siebie galach. Funaki pokonywał w tym czasie m.in. Kazuo Takahashiego, Basa Ruttena, w rewanżu Kena Shamrocka oraz swojego przyjaciela Suzukiego. Pod koniec 1994 roku, między 16 a 17 grudnia odbył się wielki turniej Pancrase: King of Pancrase Tournament który miał wyłonić pierwszego Króla (mistrza) Pancrase. Funaki wygrał pierwszą część turnieju pokonując dwóch rywali lecz dzień później uległ ponownie Shamrockowi (ostatecznie zwycięzcy turnieju) i odpadł z rywalizacji. Przegraną powetował sobie po nowym roku pokonując jego przyrodniego brata Franka. W latach 1995–1997 wygrywał m.in. ponownie z White’em, Yūkim Kondō, Semmym Schilteem, Jasonem DeLucią i Guyem Mezgerem oraz przegrywał w rewanżowych starciach z Frankiem Shamrockiem oraz Ruttenem (o tytuł Króla).
W październiku 1996 Rutten zwakował tytuł mistrzowski nie będąc w stanie go bronić z powodów osobistych. Funaki postanowił zorganizować kolejny turniej którego zwycięzca miał zostać Królem Pancrase. Ostatecznie to Funaki zwyciężył i zdobył upragniony tytuł pokonując 15 grudnia 1996 Jasona DeLucie. Tytuł stracił już w pierwszej obronie na rzecz Yukiego Kondo (27 kwietnia 1997) lecz szybko go odzyskał bo jeszcze w tym samym roku (20 grudnia) pokonując Kondo. Kolejny raz tytuł stracił 26 kwietnia 1998 na rzecz Amerykanina Guya Mezgera. Od 1993 do 1998 był uważany za najlepszego japońskiego zawodnika Pancrase i sportów walki oraz regularnie był umiejscawiany w rankingu amerykańskiej strony internetowej sherdog.com w TOP 5 najlepszych zawodników na świecie. Między 1996 a 1997 ta sama strona uznała Funakiego numerem jeden na świecie.
Od porażki z Mezgerem i straty tytułu Funaki walczył w kratkę uzyskując bilans od 1998 do 1999 trzech zwycięstw, dwóch porażek i jednego remisu. Wygrywał z mało znanymi zawodnikami, a ulegał m.in. Semmiemu Schiltowi. We wrześniu 1999 ogłosił, że odchodzi z Pancrase jako czynny zawodnik z powodu licznych kontuzji których nabawił się przez lata rywalizacji lecz dał się namówić na jeszcze jedną walkę z brazylijską legendą jiu-jitsu Ricksem Gracie. Funaki uległ pod koniec 13. minuty Brazylijczykowi po czym wycofał się ze startów w sztukach walki.

## Powrót do MMA i wrestlingu
W 2007 Funaki postanowił wznowić karierę mierząc się z inną gwiazdą japońskiego MMA u schyłku kariery Kazushim Sakuraba na sylwestrowej gali K-1 Premium 2007 Dynamite!! Ostatecznie Funaki przegrał z Sakurabą przez poddanie (kimura). Mimo porażki przez następny rok stoczył jeszcze dwie walki na galach DREAM – przegraną z Kiyoshim Tamurą oraz wygraną z Ikuhisą Minową i ponownie wycofał się z MMA, tym razem na rzecz występów w wrestlingu w All Japan Pro Wrestling. Tamże został mistrzem m.in. World's Strongest Tag Determination League, Triple Crown Heavyweight Championship oraz World Tag Team Championship wraz ze swoim ringowym parterem Keijim Mutohem.
16 grudnia 2012 zmierzył się w pojedynku na zasadach zbliżonych do pancrase z byłym mistrzem RINGS Magomiedchanem Gamzatchanowem lepiej znanym pod pseudonimem Volk Han z którym zremisował po 15 minutach walki.
Od 2013 występuje w założonej przez Mutoha federacji Wrestle-1.

## Aktorstwo
Od 2000 grał w ośmiu filmach m.in. Godzilla: Final Wars.

## Osiągnięcia
Mieszane sztuki walki:
- 1994: King of Pancrase Championship Tournament – półfinalista
- 1996: King of Pancrase Championship Tournament – 1 miejsce
- 1996–1997 i 1997-1998: Dwukrotny Król Pancrase w kat. open

Wrestling:
- Triple Crown Heavyweight Championship
- World Tag Team Championship  – z Keiji Mutohm
- 2009: World's Strongest Tag Determination League – z Keiji Mutohem
- 2010: Akiho Yoshizawa Cup – z Keiji Mutohm i S1 Mask
- 2014: Pro Wrestling Zero1 Championship